# Muiralevu
Muiralevu är ett släkte av insekter. Muiralevu ingår i familjen Derbidae.
Kladogram enligt Catalogue of Life:
| Muiralevu | \| \| Muiralevu africana \| \| \| \| \| \| Muiralevu curvispinosa \| \| \| \| \| \| Muiralevu inermis \| \| \| \| \| \| Muiralevu philippinensis \| \| \| \| |
|           | \| \| Muiralevu africana \| \| \| \| \| \| Muiralevu curvispinosa \| \| \| \| \| \| Muiralevu inermis \| \| \| \| \| \| Muiralevu philippinensis \| \| \| \| |
|           | Muiralevu africana |
|           | |
|           | Muiralevu curvispinosa |
|           | |
|           | Muiralevu inermis |
|           | |
|           | Muiralevu philippinensis |
|           | |